# Armindo Araújo
Armindo Araújo (* 1. September 1977 in Vila das Aves) ist ein portugiesischer Rallyefahrer. In der Saison 2011 startet er mit einem Mini Countryman S2000 und später mit einem Mini WRC bei der Rallye-Weltmeisterschaft.

## Karriere

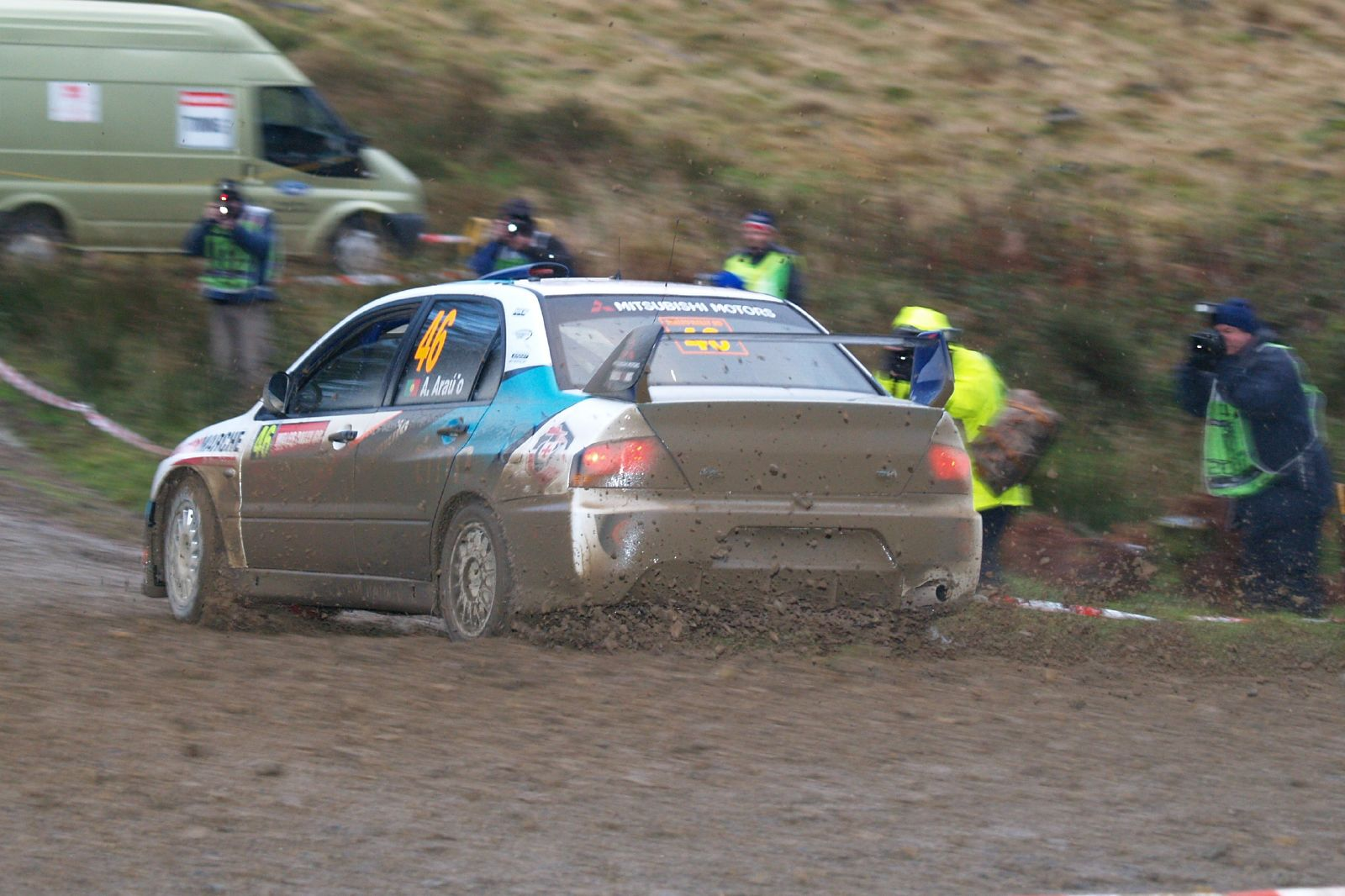
Araújo bei der Rallye Wales 2007

Araújo war seit 1994 im Motorradsport aktiv und wechselte 2000 in den Rallyesport. Die ersten vier Jahre startete er in einem Citroën Saxo Kit Car, in welchem er 2002 die Meisterschaft der Klasse bis 1600 cm³ gewann. 2003 und 2004 wurde er mit diesem Fahrzeug zwei Mal portugiesischer Rallyemeister. 2005 und 2006 wiederholte er diesen Erfolg in einem Gruppe N Mitsubishi Lancer Evo IIIX.
Seinen ersten Weltmeisterschaftslauf bestritt er 2001 bei seiner Heimatrallye in Portugal. Armindo Araújo begann ab der Rallye-Weltmeisterschaft 2007 in der Production World Rally Championship (PWRC) zu starten. Insgesamt bestritt er 23 Rallyes in dieser Klasse und erreichte vier Siege, elf Podiumsplätze und 192 Punkte. 2007 wurde er Vierzehnter der PWRC, 2008 wurde er Achter und 2009 und 2010 gewann er den Titel der PWRC-Meisterschaft.
Bei der Rallye Mexiko 2010 erzielte er, mit einem zehnten Platz, seinen ersten Punkt in der Gesamtwertung der Rallye-Weltmeisterschaft.
Seit der Rallye Portugal 2011 nimmt er an acht Läufen der Rallye-Weltmeisterschaft teil. Er startete anfangs mit einem Mini S2000 und wechselte im Laufe der Saison in einen Mini WRC.